# MLB Most Valuable Player
Most Valuable Player (MVP) er en titel, som i amerikansk baseball gives til den spiller i hver af de to ligaer i Major League Baseball (MLB), der har været mest værdifuld for sit hold. Prisen uddeles efter sæsonens afslutning og gives normalt til hitters, men i sjældne tilfælde er pitchers også blevet hædret med titlen.
MVP-prisen bestemmes af baseballjournalisternes forbund (Baseball Writers Association of America). Hver afstemningsdeltager vælger 15 spillere i prioriteret rækkefølge, så nr. 1 tildeles 15 point, nr. 2 tildeles 14 point, osv. Den spiller, der totalt set får flest point, udnævnes da som vinderen.
MVP-idéen startede i 1911, da bilfirmaet Chalmers Automobile Company satte en splinterny bil på højkant til de to ligaers mest værdifulde spiller. I 1922 overtog ligaerne det officielle hverv, hvorefter baseballjournalisternes forbund fik ansvaret i 1931.
Ved hver afstemning er der altid stor polemik om tolkningen af benævnelsen "MVP". Nogle mener, at prisen simpelthen skal gives til den objektivt (måske endda statistisk) set bedste spiller i ligaen, mens andre fokuserer på spillere, der på afgørende vis har hjulpet et hold frem til baseballslutspillet.
Der uddeles ligeledes en separat MVP-pris i World Series, ligesom mange ungdomsligaer og lavere professionelle rækker uddeler lignende priser.

## Vindere af flest MVP-priser
| Spiller        | Antal | År                     |
| -------------- | ----- | ---------------------- |
| Barry Bonds    | 7     | 1990, 1992-93, 2001-04 |
| Yogi Berra     | 3     | 1951, 1954-55          |
| Roy Campanella | 3     | 1951, 1953, 1955       |
| Joe DiMaggio   | 3     | 1939, 1941, 1947       |
| Jimmie Foxx    | 3     | 1932-33, 1938          |
| Mickey Mantle  | 3     | 1956-57, 1962          |
| Stan Musial    | 3     | 1943, 1946, 1948       |
| Mike Schmidt   | 3     | 1980-81, 1986          |

NB. En spiller som fx Babe Ruth optræder ikke på denne liste, eftersom reglerne for uddeling af prisen var anderledes før 1931.

## Hold med flest MVP-vindere
| Hold                            | Antal |
| ------------------------------- | ----- |
| New York Yankees                | 21    |
| St. Louis Cardinals             | 18    |
| New York/San Francisco Giants   | 13    |
| Brooklyn/Los Angeles Dodgers    | 12    |
| Philadelphia/Oakland Athletics  | 12    |
| Cincinnati Reds                 | 11    |
| Boston Red Sox                  | 10    |
| Detroit Tigers                  | 9     |
| Chicago Cubs                    | 9     |
| Boston/Milwaukee/Atlanta Braves | 9     |